# Katja Gürtler
Katja Gürtler (* 13. Mai 1989 in Wien als Katja Trödthandl) ist eine österreichische Fußballtrainerin und ehemalige Fußballspielerin.

## Karriere

### Als Spielerin
Katja Trödthandl startete ihre sportliche Laufbahn 1995 beim SC Mauerbach. 2004 wechselte sie zum SV Neulengbach, mit dem sie insgesamt fünf Mal österreichischer Meister wurde. Ab 2008 spielte sie für den USC Landhaus Wien und ab 2012 für den FC Valencia in Spanien. 2013 kehrte sie nach Österreich zurück.
Von 2006 bis 2014 absolvierte sie 15 Spiele mit der Österreichischen Fußballnationalmannschaft. Ihr Debüt gab sie im September 2006 gegen die Niederlande, ihr letztes Spiel war im April 2014 gegen Bulgarien.

### Als Trainerin
Gürtler ist Mutter zweier Kinder. Von 2014 bis zu ihrer Karenzierung im Dezember 2018 war sie im Team Marketing und Sponsoring für den SK Rapid Wien tätig. An der Universität Valencia schloss sie ein Studium als Master of Science ab.
Als Trainerin erwarb sie ein UEFA-B-Diplom und UEFA-A-Diplom und war sportliche Leiterin und bis 2022 Trainerin beim USV Neulengbach in der ÖFB Frauen-Bundesliga. 2022/23 war sie als Trainerin in der ÖFB-Frauen-Akademie tätig. 2023 wurde sie vom SK Rapid Wien verpflichtet, um gemeinsam mit Matias Costa das Projekt Mädchen- und Frauenfußball zu leiten und als Cheftrainerin das erste Frauenteam zu betreuen. Im Februar 2024 absolvierte die Frauen-Mannschaft des SK Rapid unter Katja Gürtler ihr erstes Testspiel in der Vereinsgeschichte gegen die SU Schönbrunn, das sie mit 4:1 gewannen.